# Pilisvörösvári kistérség
A Pilisvörösvári kistérség kistérség Pest megyében, központja Pilisvörösvár. Piliscsabán működik a Pázmány Péter Katolikus Egyetem bölcsésztudományi kara.
A Pilisvörösvári kistérség Közép-Magyarországon, Pest megyében, 380 km² nagyságú területen fekszik, állandó lakosainak száma 2001-ben 85 286 fő volt, 10 ezer fővel több az 1995. évinél. A térségbe a 2002. évi önkormányzati választásoktól 19 település tartozott, jelenleg 14 település alkotja, központja Pilisvörösvár. A legsűrűbben lakott térségek egyike, népsűrűsége 224 fő/km², ami az országos átlag több mint kétszerese. 1996 eleje és 2001 vége között a térség vándorlási nyeresége összesen 10.596 fő volt, az ezer lakosra jutó vándorlási egyenleg 141 fő, mellyel az országos sorrendben az élre került. Az öregedési index, vagyis a 14 év feletti népességre jutó időskorúak aránya 1,04, ami kedvezőbb az országos átlag 1,34-os értékénél. A mutató értéke 2000-hez képest több mint 0,1-del romlott, de ez sem rontott pozícióján, jelenleg is a 19. az országos rangsorban, míg megyéjében az 5. helyen végzett.

## Települései
| Nagykovácsi   | Perbál      | Pilisborosjenő | Piliscsaba   | Pilisjászfalu |
| Pilisvörösvár | Pilisszántó | Pilisszentiván | Remeteszőlős | Solymár       |
| Tinnye        | Tök         | Üröm           | Zsámbék      |               |

2007-ben Budakeszi, Budajenő, Páty és Telki a Pilisvörösvári kistérségből a Budaörsi kistérségbe kerültek.

## Lakónépesség alakulása
| Település      | Lélekszám (2009) |
| -------------- | ---------------- |
| Pilisvörösvár  | 13 463           |
| Solymár        | 10 043           |
| Piliscsaba     | 7 873            |
| Üröm           | 6 937            |
| Nagykovácsi    | 6 310            |
| Zsámbék        | 5 284            |
| Pilisszentiván | 4 278            |
| Pilisborosjenő | 3 460            |
| Pilisszántó    | 2 467            |
| Perbál         | 2 192            |
| Tinnye         | 1 576            |
| Pilisjászfalu  | 1 435            |
| Tök            | 1 384            |
| Összesen       | 66 702           |

## Külső hivatkozások
- Vezérmegye.hu – Pest megyei hír- és szolgáltató portál
- A pilisvörösvári kistérség[halott link]
- PilisCentrum - Pilisvörösvári kistérségi hírek, információk Archiválva 2020. szeptember 30-i dátummal a Wayback Machine-ben